# Pogonomys loriae
Pogonomys loriae é uma espécie de roedor da família Muridae.
Pode ser encontrada nos seguintes países: Austrália, Indonésia e Papua-Nova Guiné.